# Cantone di Biarritz
Il Cantone di Biarritz è una divisione amministrativa dell'Arrondissement di Bayonne.
È stato costituito a seguito della riforma approvata con decreto del 25 febbraio 2014, che ha avuto attuazione dopo le elezioni dipartimentali del 2015.

## Composizione
Comprende il solo comune di Biarritz.